# Elecciones presidenciales de la República del Congo de 2009
Las elecciones presidenciales de la República del Congo de 2009 fueron las terceras elecciones presidenciales desde la restauración de la democracia en el país. Su objetivo era cubrir o renovar el mandato de siete años de Denis Sassou-Nguesso, Presidente de la República desde octubre de 1997. Se celebraron el 12 de julio de 2009.
Trece candidatos se presentaron a las elecciones, pero ninguno de los otros doce era un adversario peligroso para Denis Sassou-Nguesso, que fue reelegido con el 78,61% de los votos, es decir, 1.055.117 papeletas emitidas en su nombre.

## Resultados
| Candidato                                          | Partido                                   | Votos     | %      |
| -------------------------------------------------- | ----------------------------------------- | --------- | ------ |
| Denis Sassou-Nguesso                               | Partido Congoleño del Trabajo             | 1.055.117 | 78,61  |
| Kignomba Kia Mbougou                               | Independente                              | 100.181   | 7,46   |
| Nicéphore Antoine Fylla de Saint-Eudes             | Partido Republicano Liberal               | 93.749    | 6,98   |
| Mathias Dzon                                       | Alianza para la República y la Democracia | 30.861    | 2,30   |
| Joseph Hondjouila Miokono                          | Independente                              | 27.060    | 2,02   |
| Guy Romain Kinfoussia                              | Independente                              | 11.678    | 0,87   |
| Jean François Tchibinda-Kouangou                   | Independente                              | 5.475     | 0,41   |
| Anguios Nganguia-Engambé                           | Independente                              | 4.064     | 0,30   |
| Ernest Bonaventure Mizidi Bavoueza                 | Independente                              | 3.594     | 0,27   |
| Clément Mierassa                                   | Independente                              | 3.305     | 0,25   |
| Bertin Pandi-Ngouari                               | Independente                              | 2.749     | 0,20   |
| Marion Michel Mandzimba Ehouango                   | Independente                              | 2.612     | 0,19   |
| Jean Ebina                                         | Independente                              | 1.797     | 0,13   |
| Votos válidos                                      | Votos válidos                             | 1.342.242 | 97,22  |
| Votos nulos                                        | Votos nulos                               | 38.409    | 2,78   |
| Total                                              | Total                                     | 1.380.651 | 100,00 |
| Fuente: Journal officiel de la République du Congo |                                           |           |        |